# Alexa Toolbar
Alexa Toolbar — программное обеспечение, которое представляет собой панель инструментов. Утилита разработана как модуль Browser Helper Object для Internet Explorer, а также плагин Sparky для Mozilla Firefox, который служит для формирования статистики Alexa Internet.

## Описание
Alexa Toolbar содержит множество встроенных алгоритмов, в частности для предотвращения появлений всплывающих окон или многофункциональную панель для поиска сайтов.
Панель инструментов предоставляет информацию о текущем сайте на Alexa.com, который посетил пользователь, а также позволяет проголосовать за него по пятибалльной шкале — . По умолчанию содержит несколько встроенных кнопок, такие как рейтинг текущего сайта на Alexa.com, ссылки на Amazon.com, Alexa Internet или доступ к Twitter, которые можно оперативно организовать, добавить новые или отсеять ненужные.
По данным Alexa, в начале 2005 года было совершено более 10 миллионов загрузок панели инструментов, но компания не предоставляет информации о том, какие из них на самом деле используются. Windows Defender опознавал Alexa Toolbar для Internet Explorer 7 как распространитель вредоносной программы, из-за чего его нельзя было установить в Windows Vista.